# 阿羅約德爾阿瓜 (新墨西哥州)
阿羅約德爾阿瓜（英語：Arroyo Del Agua）是位於美國新墨西哥州里奧阿里巴縣的非建制地區。

## 地理
阿羅約德爾阿瓜所處的海拔為高於海平面2083米（即6834英呎），而該地所採用的時區為UTC-7，即北美山地时区（MST）。同時該地設有夏令時間，為UTC-7調快一小時，即UTC-6（MDT）。